# Liste von Schiffsverlusten im Russisch-Ukrainischen Krieg
Dies ist eine Liste von zivilen und Kriegsschiffen, die während des Russisch-Ukrainischen Krieges beschädigt, versenkt oder erbeutet wurden.

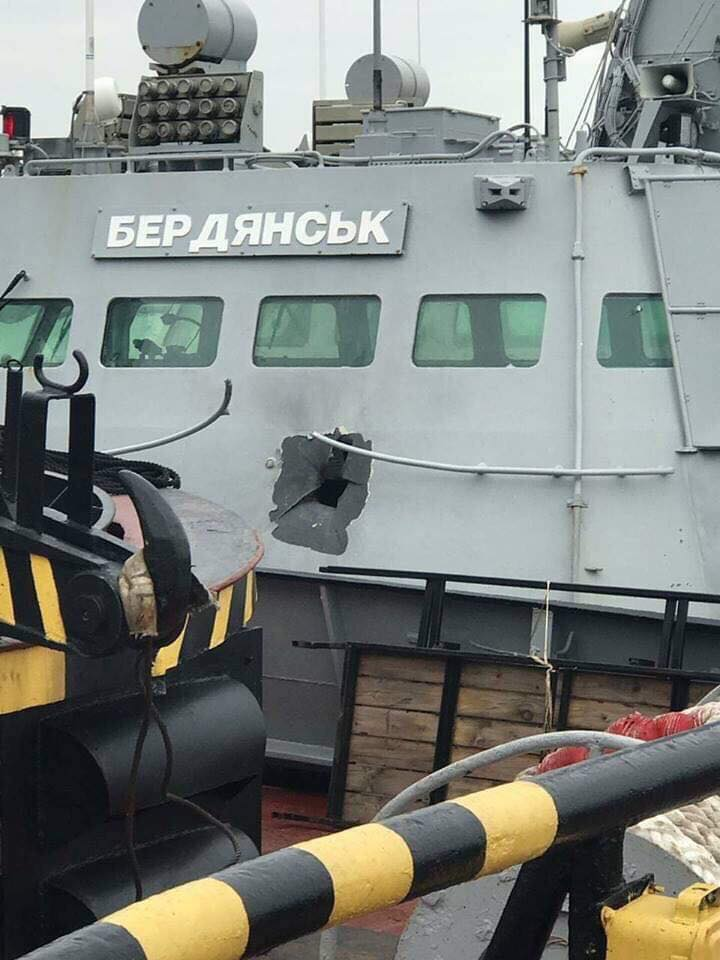
Berdjansk nach dem Angriff und der Kaperung

## Russische Provokation bei Kertsch 2018

### Russische Seestreitkräfte
- Das russische Patrouillenboot Ametyst wurde bei einer Kollision mit dem russischen Schlepper Don beschädigt.
- Ein nicht identifiziertes Schiff wurde am selben Tag beschädigt, als es das ukrainische Schleppboot Jany Kapu rammte.

### Ukrainische Seestreitkräfte
- Am 25. November 2018 während der Überfahrt von Odessa nach Mariupol wurden zwei Hjursa-Klasse Schnellboote Berdjansk und Nikopol angeschossen und gekapert. Sie wurden am 20. November 2019 an die Ukraine zurückgegeben.
- Das gleiche geschah mit dem Schlepper Jany Kapu.

## Russischer Überfall auf die Ukraine seit 2022

### Russische Seestreitkräfte
| Datum              | Typ/Name                                  | Bild | Klasse               | Angriffsmittel                 | Ort                           | Anmerkungen | Status     |
| ------------------ | ----------------------------------------- | ---- | -------------------- | ------------------------------ | ----------------------------- | --- | ---------- |
| 7. März 2022       | Korvette Weliki Ustjug                    |      | Bujan-Klasse         | Raketenwerfer                  | Schwarzes Meer                | Am 7. März berichtete der Sprecher des Operativen Stabs der Militärverwaltung der Oblast Odessa, dass es ein Schiff der Wassili-Bykow-Klasse von einem Raketenwerfer getroffen wurde. Später stellte sich heraus, dass es sich um Bujan-Klasse Schiff Weliki Ustjug handelte, als am 17. Juni 2022 ein Foto des beschädigten Schiffes, das auf dem Wolga-Don-Kanal geschleppt wurde auftauchte. | beschädigt |
| 21. März 2022      | Patrouillenboot                           |      | Raptor-Klasse        | 9K113 Konkurs oder 9K111 Fagot | Mariupol                      | Getroffen durch einen Schuss aus dem Panzerabwehrraketensystem der Brigade Asow der Nationalgarde der Ukraine. | beschädigt |
| 24. März 2022      | Großes Landungsschiff Saratow             |      | Alligator-Klasse     | 9K79 Totschka                  | Berdjansk                     | Von einer ukrainischen ballistischen Rakete getroffen. Zunächst wurde es fälschlicherweise als Orsk identifiziert. Am 1. Juli 2022 wurde das Schiff geborgen und in den Hafen von Kertsch geschleppt, wo es entsorgt werden soll. | zerstört   |
| 14. April 2022     | Lenkwaffenkreuzer Moskwa                  |      | Slawa-Klasse         | R-360 Neptun                   | Schwarzes Meer                | Flaggschiff der russischen Schwarzmeerflotte. Getroffen von zwei ukrainischen Seezielflugkörper des Küstenverteidigungssystem RK-360MC-Neptun. | gesunken   |
| 22. April 2022     | Patrouillenschiff Rasul Gamsatow          |      | Rubin-Klasse         | Unfall                         | Wolga-Don-Kanal               | Beschädigt während des Schleppens. | beschädigt |
| 2. Mai 2022        | Landungsboot D-310                        |      | BK-16E               | Bayraktar TB2                  | Schlangeninsel                | Getroffen von einer ukrainischen Bayraktar TB2 Drohne. Aufgrund des Feuers erlitt es erhebliche Schäden und brannte vollständig aus. Später wurde es zu einer Werft in Sewastopol gebracht. Wahrscheinlich nicht wiederherstellbar. | zerstört   |
| 2. Mai 2022        | Patrouillenboot                           |      | Raptor-Klasse        | Bayraktar TB2                  | Schlangeninsel                | Getroffen von einer ukrainischen Bayraktar TB2 Drohne. | zerstört   |
| 7. Mai 2022        | Landungsboot D-144                        |      | Serna-Klasse         | Bayraktar TB2                  | Schlangeninsel                | Getroffen von einer ukrainischen Bayraktar TB2 Drohne bei einem Landungsversuch. Auf dem Boot waren zwei 9K330 Tor Kurzstrecken-Flugabwehrraketen-Systeme die auch zerstört wurden. | zerstört   |
| 7. Mai 2022        | Patrouillenboot                           |      | Raptor-Klasse        | Bayraktar TB2                  | Schlangeninsel                | Getroffen von einer ukrainischen Bayraktar TB2 Drohne. | zerstört   |
| 8. Mai 2022        | Patrouillenboot                           |      | Raptor-Klasse        | Bayraktar TB2                  | Schlangeninsel                | Getroffen von einer ukrainischen Bayraktar TB2 Drohne. | zerstört   |
| 8. Mai 2022        | Patrouillenboot P-342 Junarmejez Baltiki  |      | Raptor-Klasse        | Bayraktar TB2                  | Schlangeninsel                | Getroffen von einer ukrainischen Bayraktar TB2 Drohne. | beschädigt |
| 17. Juni 2022      | Rettungschlepper Spasatel Wasilij Bech    |      | Projekt 22870        | RGM-84 Harpoon                 | Schwarzes Meer                | Getroffen von zwei ukrainischen Harpoon-Raketen. | gesunken   |
| 29. Oktober 2022   | Minenräumschiff Iwan Golubez              |      | Natya-Klasse         | USV                            | Bucht von Sewastopol          | Angegriffen von ukrainischen Überwasser-Kamikaze-Drohnen in der Bucht von Sewastopol. | beschädigt |
| 4. August 2023     | Großes Landungsschiff Olenegorski Gornjak |      | Ropucha-Klasse       | USV                            | Marinestützpunkt Noworossijsk | Angegriffen und schwer beschädigt von ukrainischen Überwasser-Kamikaze-Drohnen Sea Baby in der Bucht von Noworossijsk. | beschädigt |
| 3. September 2023  | Patrouillenboot                           |      | Projekt 640          | Bayraktar TB2                  | Krim                          | Getroffen von einer ukrainischen Bayraktar TB2 Drohne. | zerstört   |
| 13. September 2023 | Großes Landungsschiff Minsk               |      | Ropucha-Klasse       | Storm Shadow / SCALP-EG        | Bucht von Sewastopol          | Bei einem Raketenangriff durch ukrainische Storm Shadow im Trockendock von Sewastopol zerstört. | zerstört   |
| 13. September 2023 | U-Boot B-237 Rostow am Don                |      | Improved Kilo-Klasse | Storm Shadow / SCALP-EG        | Bucht von Sewastopol          | Bei einem Raketenangriff durch ukrainische Storm Shadow im Trockendock von Sewastopol zerstört. | zerstört   |
| 4. November 2023   | Korvette Askold                           |      | Karakurt-Klasse      | Storm Shadow / SCALP-EG        | Kertsch                       | Bei einem Raketenangriff durch ukrainische Storm Shadow zerstört. | zerstört   |
| 26. Dezember 2023  | Großes Landungsschiff Nowotscherkassk     |      | Ropucha-Klasse       | Storm Shadow / SCALP-EG        | Feodossija                    | Von einer ukrainischen Storm Shadow getroffen und zerstört. | zerstört   |
| 1. Februar 2024    | Flugkörperkorvette Iwanowez               |      | Tarantul-III-Klasse  | MAGURA V5                      | Donuslaw                      | Angegriffen von sechs ukrainischen Überwasser-Kamikaze-Drohnen vom Typ MAGURA V5. Aufgrund mehrerer direkter Treffer, darunter in den Rumpf und Backbord, erlitt das russische Schiff erhebliche Schäden, die vermutlich die Explosion von SS-N-22 Sunburn-Raketen verursacht haben, und sank schließlich.                                                                                      | gesunken   |
| 14. Februar 2024   | Großes Landungsschiff Zesar Kunikow       |      | Ropucha-Klasse       | MAGURA V5                      | Alupka                        | Am frühen Morgen meldete das Verteidigungsministerium Russlands einen Angriff von Drohnen über dem Schwarzen Meer. Anschließend berichteten auf der Krim basierte Telegram-Kanäle, dass wahrscheinlich ein großes Landungsschiff der russischen Schwarzmeerflotte getroffen und schließlich zerstört wurde. Den Berichten zufolge handelt es sich um Zesar Kunikow.                             | gesunken   |
| 5. März 2024       | Korvette Sergei Kotow                     |      | Wassili-Bykow-Klasse | MAGURA V5                      | Straße von Kertsch            | In der Nacht vom 4. auf den 5. März 2024 von fünf MAGURA-V5-Drohnen angegriffen. Als Folge des Angriffs erlitt das russische Schiff Schäden am Heck sowie an den rechten und linken Seiten und ist dann gesunken. | gesunken   |
| 23. März 2024      | Großes Landungsschiff Jamal               |      | Ropucha-Klasse       | Storm Shadow / SCALP-EG        | Bucht von Sewastopol          | Bei einem Angriff auf die Hafenstadt Sewastopol zusammen mit Asow von ukrainischen Storm-Shadow-Raketen getroffen. | zerstört   |
| 23. März 2024      | Großes Landungsschiff Asow                |      | Ropucha-Klasse       | Storm Shadow / SCALP-EG        | Bucht von Sewastopol          | Bei einem Angriff auf die Hafenstadt Sewastopol zusammen mit Jamal von ukrainischen Storm-Shadow-Raketen getroffen. | zerstört   |

### Ukrainische Seestreitkräfte
| Datum         | Typ/Name                       | Bild | Klasse          | Angriffsmittel    | Ort            | Anmerkungen | Status   |
| ------------- | ------------------------------ | ---- | --------------- | ----------------- | -------------- | --- | -------- |
| 3. März 2022  | Fregatte Hetman Sahaidatschnyj |      | Kriwak-Klasse   | Selbstversenkung  | Mykolajiw      | Damit das Flaggschiff der ukrainischen Flotte nicht in russische Hände geriet, beschloss die Besatzung, es zu versenken. Laut ukrainischen Angaben war Hetman Sahaidatschnyj zu dem Zeitpunkt nicht einsatzfähig. | gesunken |
| 3. März 2022  | Patrouillenboot Slowjansk      |      | Island-Klasse   | Ch-31             | Schwarzes Meer | Das Schiff wurde von einem russischen Jet mit einer Luft-Boden-Rakete Ch-31 getroffen und ist später gesunken. | gesunken |
| 14. März 2022 | Schlepper Korez                |      | Sorum-Klasse    |                   | Berdjansk      | Während des Falls von Berdjansk von russischen Streitkräften erbeutet. | erbeutet |
| 7. Mai 2022   | Schnellboot Stanislaw          |      | Zentaur-Klasse  | Luft-Boden-Rakete | Schlangeninsel | Am Morgen des 7. Mai 2022, gegen 10:30 Uhr, wurde während des Landungsversuches auf die Schlangeninsel von einer russischen Luft-Boden-Rakete getroffen, die von einem Flugzeug abgefeuert wurde und sank.        | gesunken |
| Juni 2022     | Schlepper Henitschesk          |      | Yevgenya-Klasse | Luft-Boden-Rakete | Schwarzes Meer | Das Schiff wurde von einem russischen Jet mit einer Luft-Boden-Rakete angegriffen. | gesunken |

### Zivile Schiffe
- SGV-Flot
- Seraphim Sarovskiy
- Yasa Jupiter
- Millennial Spirit
- Namura Queen
- Sapphire
- Afina
- Princess Nikol
- Lady Anastasia
- Banglar Samriddhi
- Helt
- Lord Nelson
- Azburg
- Kapitan Belousov
- Apache
- Smarta
- 10 ungenannte Schiffe – Der Grenzschutzdienst der Ukraine erklärte am 13. April 2022, dass acht russische Frachtschiffe und zwei Tanker, die ursprünglich in Odessa für Wartungsarbeiten lagen, beschlagnahmt wurden, um „im Interesse der Ukraine zur Wiederherstellung ihrer Wirtschaft“ eingesetzt zu werden.[26]
- Sig
- Ali Najafov
- Kmax Ruler